# Фрэнсис, Сэм
Сэм Фрэнсис, собств. Сэмюэль Льюис Фрэнсис (англ. Sam Francis, Samuel Lewis Francis; 25 июня 1923, Сан-Матео, Калифорния — 4 ноября 1994, Санта-Моника) — американский художник и график.

## Жизнь и творчество
Родился в семье Кэтрин Льюис Фрэнсис и Сэмюэля Августа Фрэнсиса-старшего. В 1941—1943 годах учится в Калифорнийском университете в Беркли, изучает медицину, психологию и биологию. В 1943—1945 годах был призван в американскую армию, проходил службу в ВВС, был тяжело ранен, во время аварии самолёта. По возвращении на родину снова учёба в Калифорнийском университете, в 1949 году С. Фрэнсис получает звание бакалавра искусств. В это время он всерьёз увлёкся абстрактным искусством, примером для него стало творчество Аршиля Горки и Марка Ротко. Вскоре после окончания университета художник надолго осел в Париже, где познакомился с местными течениями в искусстве, сблизился с творческим кругом вокруг художника и скульптора Жан-Поля Риопеля. Здесь же, в Париже, в 1952 году состоялась первая персональная выставка художника.
В 1957 году Сэм Фрэнсис совершил кругосветное путешествие, посетил Прованс, Индию, Таиланд, Гонконг, Токио, Мексику и Нью-Йорк. В 1959 году поселился в Париже, в 1962 году вернулся в Калифорнию. В 1956—1958 годах создал настенные панно для Галереи искусств Базеля, а также для школы Софу Цветочного декорирования в Токио и нью-йоркского Чейз-Манхэттан-Банк. Кроме живописи художник также увлекался литографией.
В 80-е годы XX столетия Сэм Фрэнсис жил и работал в Париже.

## Избранные выставки
- «Двенадцать американцев» (передвижная выставка, организованная Музеем современного искусства)
- «Новое американское искусство», 1958 там же
- 5-е биеннале в Сан-Паулу, 1959
- документа II, Кассель, 1959
- 32-е биеннале в Венеции, 1964
- документа III, Кассель